# África del Sudoeste
África del Sudoeste (en inglés: South-West Africa; en afrikáans: Suidwes-Afrika; en alemán: Südwestafrika) es el nombre con el que se conoció a lo que actualmente es Namibia desde la Primera Guerra Mundial hasta 1990.
Al ser una colonia alemana desde 1884 su nombre era el de África del Sudoeste Alemana (Deutsch-Südwestafrika). Alemania administró el territorio durante algo más de treinta años, no sin pocas dificultades debido a la política que empleaba con los nativos, que provocaron diversas revueltas. Las más famosas son aquellas que encabezó Jakobus Morenga. 
En 1915, durante la Primera Guerra Mundial, Sudáfrica, como miembro de la Mancomunidad Británica de Naciones y antigua colonia británica, ocupó la colonia alemana y declaró el Mandato de la Sociedad de Naciones bajo el Tratado de Versalles, con Sudáfrica como responsable de su administración.
El Mandato debía convertirse en Fideicomiso de Naciones Unidas cuando la Sociedad de Naciones transfirió sus Mandatos a las Naciones Unidas después de la Segunda Guerra Mundial, pero la Unión Sudafricana rechazó el acuerdo que permitiría al territorio el comienzo de su transición hacia la independencia. De esta manera, el territorio pasó a ser considerado de facto la quinta provincia de Sudáfrica, aunque nunca fue incorporado realmente al país. La estancia de Sudáfrica en África del Sudoeste se debió al hecho de que gobernó el territorio durante décadas e invirtió grandes cantidades de dinero en sus infraestructuras y en su modernización. Cabe mencionar que Sudáfrica excluyó formalmente el territorio de Walvis Bay del Mandato y lo anexionó a sus territorios como un exclave sudafricano.

## Historia

### A partir de 1950
En 1950 la Corte Internacional de Justicia dictamina que Sudáfrica no tiene por qué firmar un nuevo fideicomiso con la ONU, pero sí admitir la supervisión de la Asamblea General. Sudáfrica se opone y cinco años después el Tribunal dictamina que la Asamblea General sí está capacitada para la supervisión de las actuaciones sudafricanas en África del Sudoeste. También clarificó que la Asamblea General fue autorizada a recibir peticiones de los habitantes de África del Sudoeste y a pedir informes a la nación que ejercía el poder, Sudáfrica. La Asamblea General constituyó el Comité sobre África del Sudoeste para realizar las funciones de supervisión. En otro dictamen publicado en 1955 la Corte falló que la Asamblea General no era necesaria para seguir los procedimientos de voto para determinar cuestiones concernientes a África del Sudoeste. En 1956, la Corte dictaminó que el Comité tenía el poder de conceder audiencias a los solicitantes del territorio.
En agosto de 1959 se funda la Unión Nacional de África del Sudoeste (SWANU) para protestar contra la ocupación ilegal de Namibia. En septiembre se le une la Organización del Pueblo de Ovamboland (OPO) y ambos luchan contra las acciones como la separación de las viviendas por razas.
Mientras los sudafricanos continúan con acciones que provocan el rechazo popular, como los desplazamientos forzosos. En diciembre de 1959 son desalojados los habitantes de Old Location, en Windhoek para ser llevados a Katutura Township; la oposición no se hace esperar, pero la policía sudafricana la reprime con dureza (al no tener material antidisturbios como porras o escudos no dudan en emplear las armas de fuego); de esta forma el desalojo se saldó con la masacre de Sharpeville con trece muertos y sesenta heridos.

### Década de 1960
En 1960, Etiopía y Liberia emprenden acciones legales contra Sudáfrica ante la Corte Internacional de Justicia alegando que no había satisfecho sus deberes obligatorios. 
Al mismo tiempo las dos organizaciones que trabajaban por la independencia del país se separan y la OPO se convierte en la Organización del Pueblo de África del Sudoeste (SWAPO) para desalojar a los sudafricanos y lograr la independencia del país.
En 1962 el gobierno de Frans Hendrik Odendaal decide aplicar al África del Sudoeste la división en bantustanes, como ya estaban haciendo en su país. La retórica del poder decía que los nativos habían alcanzado suficiente desarrollo para valerse por sí mismos y podían ser independientes; sin embargo, comenta Alfonso Rojo, la idea era recluirlos en zonas totalmente dependientes de Sudáfrica, pero nominalmente independientes, así podrían tratar a los negros como extranjeros en su propio país, pese a seguir siendo totalmente dependientes de Sudáfrica. La operación de segregación se conoció como Plan Odendaal y trataba de dividir el 40 % del país (unos 332 567 km²) en estas administraciones, según un informe elaborado por una comisión que lo estudiara. Cada Bantustán poseería asambleas legislaivas separadas para blancos y para negros. 
El caso de Etiopía y Liberia contra Sudáfrica no tuvo éxito, pues la Corte dictaminó en 1966 que no tenían legitimación procesal sobre el caso. En 1966, la Asamblea General publicó la resolución 2145 (XXI) que declaraba que el Mandato había terminado y que Sudáfrica perdía sus derechos para administrar África del Sudoeste. 
En 1968 ya se constituyeron autoridades representativas para esos territorios, autoridades que no fueron reconocidas por ningún país menos por Sudáfrica. Tampoco los consideró legales la Corte Internacional de Justicia, pero siguieron vigentes y siendo una de las primeras reclamaciones de disolución para partidos como el Congreso Nacional Africano.

### Desde 1970 hasta la independencia
En 1971, actuando de acuerdo con un dictamen del Consejo de Seguridad de las Naciones Unidas, la Corte Internacional de Justicia falló que la presencia continua de Sudáfrica en Namibia era ilegal y tenía la obligación de retirarse inmediatamente. También dictaminó que todos los Estados miembros de las Naciones Unidas estaban en la obligación de la invalidez de cualquier acto realizado por Sudáfrica en nombre de Namibia.
África del Sudoeste fue reconocida internacionalmente como Namibia en el año 1968, cuando la Asamblea General de las Naciones Unidas cambió su nombre. Esto dio lugar a una lucha prolongada entre Sudáfrica y las fuerzas que luchaban por la independencia, particularmente después de la formación de la SWAPO.
Este territorio se convirtió en la Namibia independiente en 1990, mientras que Walvis Bay no formó parte de Namibia hasta 1994.